# 수리남 요리

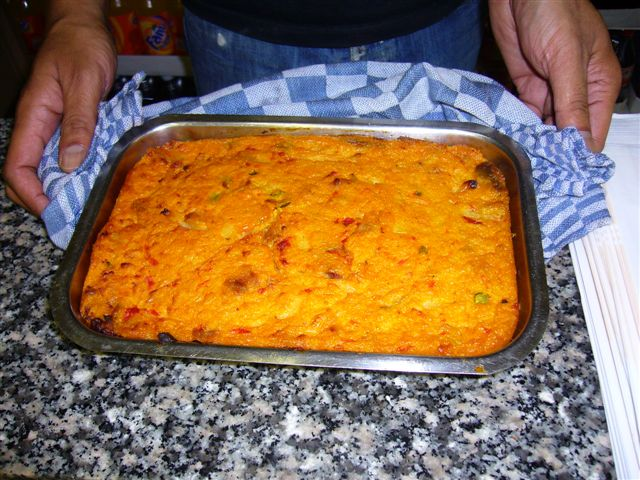
폼

수리남 요리(Suriname 料理, 네덜란드어: Surinaamse keuken 쉬리남서 쾨컨[*])는 남아메리카 북부에 있는 수리남의 요리이다.

## 같이 보기
- 남아메리카 요리
- 카리브 요리